# Sagrada Ampolla

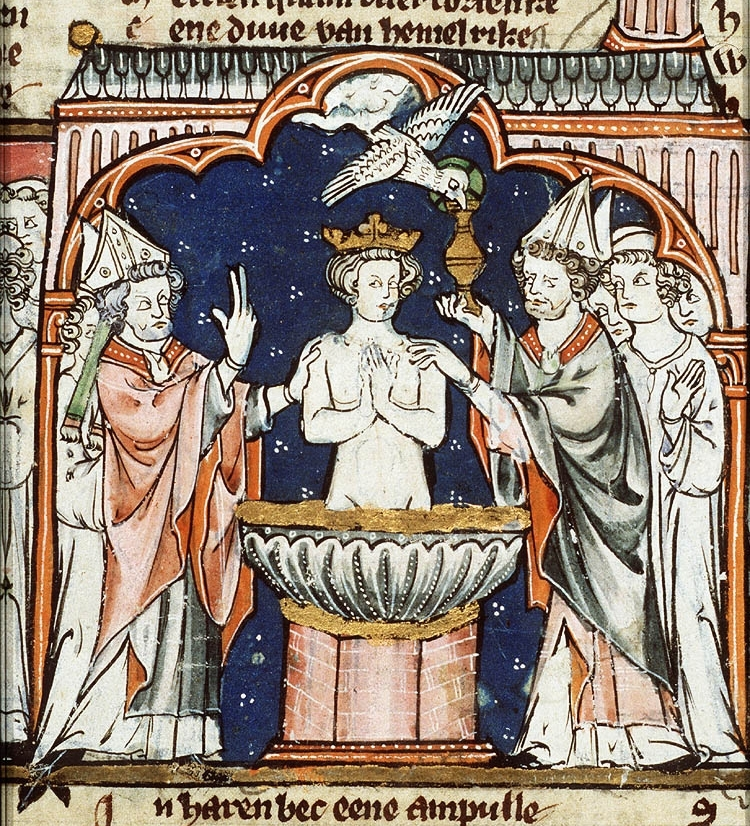
Bautismo de Clodoveo

La Ampolla sagrada o Sagrada Ampolla era una especie de redomita o vaso en que estaba encerrado el óleo santo que servía para consagrar a los reyes de Francia. 
Según las piadosas tradiciones referidas por Hincmaro y después por Guillermo el Bretón, un ángel la había traído del cielo en el momento del bautismo de Clodoveo I. Se conservó cuidadosamente en Reims en un relicario de oro cerrado en cristal, y el aceite que contenía era inagotable pero parecía disminuir cuando la salud del rey se resentía. 
Luis XI se la hizo llevar al Château de Plessis-lez-Tours, su residencia favorita cerca de Tours, con la esperanza de prolongar su vida. El convencional Philippe Rühl la rompió en la plaza pública en 1793. 